# 馬場信浩
馬場 信浩（ばば のぶひろ、Nobuhiro Baba 1941年11月5日 - ）は、日本の元役者、作家。
主に、スポーツ小説、ノンフィクション小説、時代小説の分野で活動する。
男性。大阪府枚方市出身。アメリカ合衆国カリフォルニア州アナハイム在住。

## 略歴
1960年 大阪府立四條畷高等学校卒業。1964年に明治大学文学部演劇科を中退し、劇団「ぶどうの会」養成所にて役者修業。
1978年 テレビ朝日「23時ショー」の司会を一年間、担当。
1989年 米国に移住。

## 人物
- ラグビー関連の著書が多く、山口良治をはじめラグビー関係者の知人多数。
- 近代史に詳しく、米国における「従軍慰安婦像の建立」に反対する活動も行っている[1]。

## エピソード

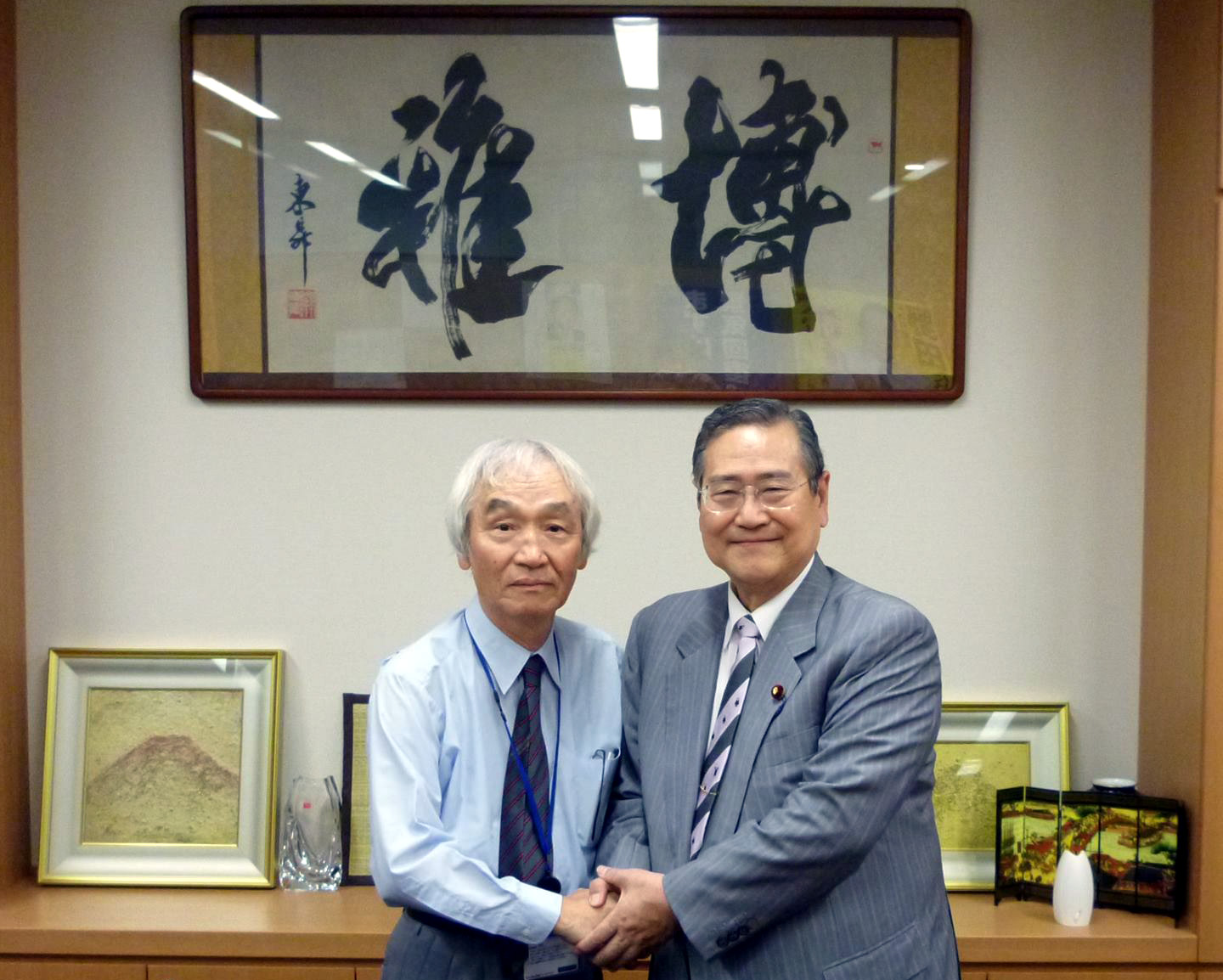
馬場信浩と野田毅、2013年

- 野田毅元自民党税制調査会長とは中学時代の同級生である。二人が将来の夢を語り合った際、野田は将来は一流の政治家になりたいと語った。対して馬場は「将来は作家に」と応えた。そこで野田は「必ずだぞ」と約束を迫る。馬場はその約束を忘れたわけではなかったが、作家への道は厳しかった。37歳で約束を果たした時、野田はすでに赤絨毯を踏んで経済企画政務次官就任寸前であり、野田と再会した馬場は号泣したという。2013年8月にも旧交を温めている。
- 1975年頃、俳優修行をしていた馬場は俳優田崎潤の弟子になり、衣服・靴まで買いそろえて貰うほど可愛がられていた。修行の合間に書いた小説が雑誌の懸賞小説最終候補に残るようになっていた。作家への道はもうそこにと見えた時だった。田崎の大阪公演の夜、道頓堀のバーで「馬場、二度と俺の前へ姿を現すな」と突然言い放ち、田崎は宿に帰る。消沈した馬場は俳優修行をやめ作家修業に本腰を入れ、3年後「くすぶりの龍」で小説大賞受賞を契機にテレビ番組の司会者になる。恩返しと思い田崎潤に出演依頼するが固辞される。3年後、テレビドラマ『スクール☆ウォーズ』の製作開始に川浜高校の校長役で再度出演依頼するがまたもや固辞される。1985年、田崎が肺ガンで入院。ただちに見舞いに行ったが、痩せ細った田崎の口から「馬場、最近書く小説は面白くないぞ。デビュー作を越えろ」と言われる。田崎の死後、道頓堀のバーで「あいつと飲んでいたら作家にできひん。今夜限りちかづけん。あいつのためや」という田崎の言葉をママから聞いた。田崎の弟子思いを知った馬場は店で酔いつぶれた。二足のわらじでは、どちらも芽が出ないと判断した田崎が心を鬼にして馬場を突き放したのであった。

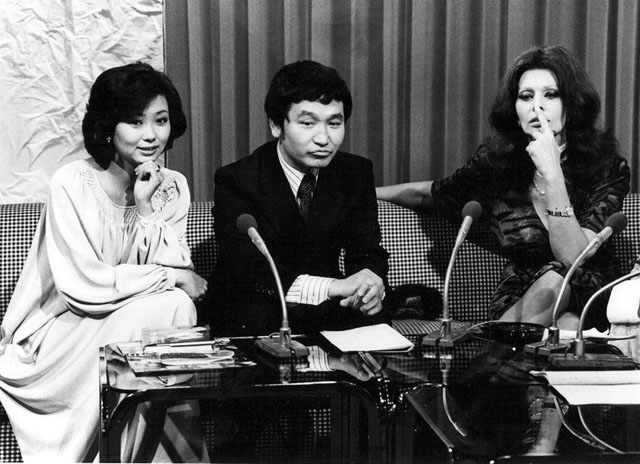
テレビ朝日「23時ショー」馬場信浩（中央）とソフィア・ローレン（右）、1978年

- 1978年12月、映画「カサンドラ・クロス」の日本公開に会わせて訪日した女優ソフィア・ローレンが、馬場司会の「23時ショー」に出演。先に出演していたNHKから彼女はすこぶる機嫌が悪いと連絡が入った。スタジオに緊張が走る。リハーサルなしの本番のみとの通告も。一発勝負である。やがて収録が始まり、ソフィア・ローレンにのっけの挨拶で「あなたは歩く姿が花のようだと言われていますが、こうして座っておられる姿も咲き誇る花のようだ」と馬場は言った。ソフィア・ローレンの顔色がパッと明るくなり収録は何事もなく終わったと言う。
- 1987年頃、湘南で子ども達にラグビーを指導していた[2]。指導しはじめて1年で県三位に入賞する。それもサッカー、野球の落ちこぼれを集めての奮戦であった。成長した子ども達との交流は今も続き、アメリカへ訪ねてくる教え子もいる。ナレーターのカワバタトモキもその一人である。少年達にとって「カントク」はあくまでも馬場のことであり、中学、高校、大学の指導者は先生である。今もかつての少年達は親しみをこめて「カントク」と呼ぶ。

## 作品
- 1981年『落ちこぼれ軍団の奇跡[3]』光文社

TVドラマ大映テレビ『スクール☆ウォーズ』の原作
- 1982年『やらいでか![4]』光文社
- 1983年『テニスちゃっかり上達法[5]』講談社
- 1984年『栄光のノーサイド[6]』文藝春秋
- 1985年『スクール・ウォーズ - 落ちこぼれ軍団の奇跡[7]』光文社文庫

『落ちこぼれ軍団の奇跡』を改題
- 1985年『ノーサイド伝説―激闘!早慶明ラグビー[8]』講談社
- 1986年『裏切りのトライ[9]』廣済堂出版
- 1986年『禁色(むらさき)の波光[10]』光風社出版
- 1987年『伊勢‐東京殺人海流[11]』廣済堂出版
- 1988年『将棋連盟が甦った日[12]』三一書房、絶版
- 1988年『栄光のトライ[13]』光文社
- 1989年『京都空蝉(うつせみ)殺人事件[14]』天山出版
- 1991年『湘南ラグビー少年団―僕たちのトライ[15]』三一書房、絶版
- 1993年『それからの湘南ラグビー少年団[16]』三一書房、絶版
- 1993年『ど真ん中、もう一球[17]』ポプラ社
- 1994年『留学ウォーズ[18]』講談社
- 1994年『蒼い鳩殺人事件[19]』光文社
- 1997年『兇弾―ロサンゼルス・大学教授殺人事件[20]』光文社
- 1997年『なくなボビー―聴導犬物語[21]』学習研究社
- 1998年『帝国陸軍特務機関 : オッペンハイマー暗殺指令[22]』飛天出版
- 2000年『パーツ[23]』飛天出版
- 2003年『松尾雄治にもらった勇気[24]』光文社
- 2005年『スクール☆ウォーズ 泣き虫先生の7年戦争』竹書房

テレビドラマのノベライズ

## 受賞作品等
- 1978年『くすぶりの龍[25]』光文社　第1回エンタテイメント小説賞受賞
- 1984年 大映テレビ、TBS製作『スクール☆ウォーズ 泣き虫先生の7年戦争』として『落ちこぼれ軍団の奇跡』をテレビ放映
- 1986年『贅沢な凶器[26]』第39回 日本推理作家協会賞 短編および連作短編集部門ノミネート
- 1992年『アメリカ・アイス[27]』第45回 日本推理作家協会賞 短編および連作短編集部門ノミネート
- 1994年『カミング・ナイト』世界映画ストーリーコンクール特別賞
- 2006年「第13回九州さが大衆文学賞」にて『萩焼異聞[28]』受賞辞退
- 2008年 筆名、龍造寺信にて時代人情小説『へちま侍[29]』『御鷹様侍[30]』を、光文社刊「小説宝石」3月号及び8月号に発表
- 2009年 同上、龍造寺信にて時代人情小説『じらくり侍[31]』を、光文社刊「小説宝石」2009年1月号に発表
- 2011年『遠足（とおあし）侍[32]』筆名：龍造寺信、第7回 銀華文学賞 歴史小説優秀賞を受賞